# 杉本達郎
杉本 達郎（すぎもと たつろう、1996年9月30日 - ）は、ジャパンラグビーリーグワン横浜キヤノンイーグルスに所属するラグビー選手。

## プロフィール
- 大阪府出身[1]。
- ポジションはプロップ(PR)。
- 身長 175 cm、体重 100 kg
- ニックネームはたつろう。
- 関西学生代表に選ばれたことがある[2]。

## 略歴
2015年、東大阪大学柏原高校卒業後、関西大学に入る。
2019年、関西大学卒業後、NTTドコモレッドハリケーンズ(現・NTTドコモレッドハリケーンズ大阪)に加入。
2020年2月15日にジャパンラグビートップリーグ第5節ヤマハ発動機ジュビロ戦に先発出場で公式戦初出場を果たす。
2022年、横浜キヤノンイーグルスに加入。